# San Antonio (higo)
San Antonio es un cultivar de higuera de tipo higo común Ficus carica bífera, de higos color violeta rojizo con color verdoso hacia el pedúnculo, muy cultivado en Extremadura, Se cultiva principalmente en Barcarrota (Badajoz) donde está considerado dentro de la Marca de Garantía ‘Higo de Tibera Barcarrota’.

## Sinonimia
- No tiene sinónimos,[7][8]

## Características
La higuera 'San Antonio' es una variedad bífera de tipo higo común, con importante producción de brevas que maduran en la primera decena de junio, siendo las primeras recolecciones las más productivas y de mejor calidad. Los higos maduran desde finales de julio hasta finales de septiembre.
Los higos 'San Antonio' tienen forma piriforme. La piel es fina y consistente, de color violeta suave a verdoso en algunas zonas y marcado acostillamiento. Son densos, firmes y flexibles.
Apta para higo seco paso y consumo en fresco. Es una  de las variedades más cultivadas en Extremadura por sus brevas e higos de excelente calidad.

## Usos y aplicaciones
Esta variedad está perfectamente adaptada al cultivo de secano y presenta frutos de calidad, especialmente brevas, en una época de maduración muy temprana. Aunque, es necesaria una manipulación muy cuidadosa para su comercialización en fresco.
Es muy cultivado en el municipio de Barcarrota (Badajoz), cultivado desde hace varias generaciones y donde desde el 13 de abril de 2018, se ha aprobado por la Oficina Española de Patentes y Marcas la Marca de Garantía ‘Higo de Tibera Barcarrota’, que ya engloba a las variedades más presentes, productivas y significativas de la localidad de Barcarrota, tales como 'Tiberio' (Lampaga) y 'San Antonio'.